# Benchmark-Szenario
Unter Benchmark-Szenario versteht man in der minimalen supersymmetrischen Erweiterung des Standardmodells (MSSM) der Teilchenphysik die Festsetzung aller bis auf zwei Parameter, um damit zum Beispiel das Entdeckungspotenzial des Higgs-Teilchens exemplarisch feststellen zu können.

## Hintergrund
Die hypothetische Supersymmetrie ist eine gebrochene Symmetrie, doch ist der Mechanismus der Symmetriebrechung unbekannt. Um diese Unkenntnis zu parametrisieren, wurden 105 Parameter eingeführt. Im MSSM wurde die Anzahl der Parameter auf acht reduziert. Doch diese Anzahl ist immer noch zu groß, als das man alle möglichen Kombinationen innerhalb des Parameter-Raumes scannen könnte. Aus diesem Grund wurden die Benchmark-Szenarien eingeführt.
Das erste Mal wurden Benchmark-Szenarien im Jahr 2002 für das LEP-Experiment vorgeschlagen. Für den Large Hadron Collider werden fast dieselben Szenarien verwendet.

## Vorgeschlagene Benchmark-Szenarien
- Mhmax (vorher: Maximalmixing Szenario), maximale erlaubte Region für {\displaystyle m_{h}}: {\displaystyle m_{h}<133\,\mathrm {GeV} }
- Nomixing (keine Mischung im stop Sektor)
- Gluophobisches Szenario (unterdrückte Gluon-Gluon-Fusion)
- Kleines {\displaystyle \alpha _{\mathrm {eff} }} (Prozesse wie {\displaystyle ttH,H\rightarrow bb} unterdrückt)
- CPX (CP-verletzendes Szenario)